# Brusići
Brusići (olaszul: Brussi) falu Horvátországban Tengermellék-Hegyvidék megyében. Közigazgatásilag Krkhez tartozik.

## Fekvése
A Krk-sziget Šotoventonak nevezett nyugati részén Krk városától 7 km-re északnyugatra, a tengerparttól a Sveta Fuska és a Torkol-öböltől mintegy 4 km-re fekszik. Északról Nenadići és Bajčići, nyugatról Žgaljići és Skrbčići falvak fekszenek a közelében.

## Története
Nevét egykori lakóiról a Brusić családról kapta, melynek tagjai ma is nagy számban élnek a szigeten, főként Krk, Vrbnik és Punat településeken.
Területe a 15. század közepéig csak gyéren lakott volt, főként néhány módosabb vegliai család használta mezőgazdasági célokra, elsősorban állattartásra. A Frangepánok, hogy fokozzák az adóból származó bevételeiket a 15. században velebiti vlachokat telepítettek ide, akik egy sajátos nyelvet az úgynevezett krki románt (krčkorumunjski) beszélték. A Frangepánok krki uralma 1480-ig tartott, amikor Velence tartva attól, hogy a Mátyás magyar király elfoglalja Frangepán VII. Jánost a sziget átadására bírta. Ezt követően Krk szigetét a Velence által kinevezett kormányzók, velencei nemesek igazgatták, akik viszonylagos önállóságot élveztek. A 16. század elején a török veszély miatt a kontinens területeiről számos menekült érkezett ide. 1797-ben a napóleoni háborúk egyik következménye a Velencei Köztársaság megszűnése volt. Napóleon bukása után 1813-ban Krk osztrák kézre került. Ausztria 1822-ben a Kvarner szigeteivel együtt elválasztotta Dalmáciától és Isztriával kapcsolta össze, mely közvetlenül Bécs irányítása alá tartozott. 1867 és 1918 között az Osztrák–Magyar Monarchia része volt. 1857-ben 95, 1910-ben 135 lakosa volt. Az Osztrák-Magyar Monarchia bukását rövid olasz uralom követte, majd a település a Szerb–Horvát–Szlovén Királyság része lett. A második világháború idején előbb olasz, majd német csapatok szállták meg. A háborút követően újra Jugoszlávia, majd az önálló horvát állam része lett. 2011-ben 40 lakosa volt. Brusići mezőgazdasági jellegű település, lakói főként földművelésből, állattartásból, olajbogyó termesztésből éltek. Néhány iparos is él a településen. A turizmus a kis szálláshely kapacitás miatt itt nem fejlődött jelentősen, mely egyre inkább elveszíti jelentőségét.

## Lakosság
| Lakosság változása | Lakosság változása | Lakosság változása | Lakosság változása | Lakosság változása | Lakosság változása | Lakosság változása | Lakosság változása | Lakosság változása | Lakosság változása | Lakosság változása | Lakosság változása | Lakosság változása | Lakosság változása | Lakosság változása | Lakosság változása |
| ------------------ | ------------------ | ------------------ | ------------------ | ------------------ | ------------------ | ------------------ | ------------------ | ------------------ | ------------------ | ------------------ | ------------------ | ------------------ | ------------------ | ------------------ | ------------------ |
| 1857               | 1869               | 1880               | 1890               | 1900               | 1910               | 1921               | 1931               | 1948               | 1953               | 1961               | 1971               | 1981               | 1991               | 2001               | 2011               |
| 95                 | 104                | 118                | 131                | 114                | 135                | 143                | 128                | 130                | 122                | 101                | 78                 | 54                 | 69                 | 52                 | 40                 |

## Nevezetességei
- Szent Cecília tiszteletére szentelt kápolnájának pontos építési ideje nem ismert, de az 1565-ös egyházlátogatáskor ősréginek nevezik.
- Pietro Bembo püspök 1565-ben beszámol egy Szent Szergiusz kápolnáról is, mely a falu felett állt. Ennek ma már csak alapfalai láthatók, de helyi hagyományok és imák fűződnek hozzá.